# ホスホリパーゼ

ホスホリパーゼによる切断部位。PLA1およびPLA2活性を共に有する酵素はホスホリパーゼBである。

ホスホリパーゼ (phospholipase) は、リン脂質を脂肪酸とその他の親油性物質に加水分解する酵素である。
触媒する反応の種類によりA, B, C, Dの4種に大きく分類される。
- ホスホリパーゼA (Phospholipase A)
  - ホスホリパーゼA1 (Phospholipase A1) - SN-1アシル基を切断する。
  - ホスホリパーゼA2 (Phospholipase A2) - SN-2アシル基を切断し、アラキドン酸を生成する。
- ホスホリパーゼB (Phospholipase B) - SN-1とSN-2アシル基を共に切断する。リゾホスホリパーゼ (Lysophospholipase) としても知られる。
- ホスホリパーゼC (Phospholipase C) - リン酸ジエステル結合（グリセロールとの間）を切断し、ジアシルグリセロールとリン酸基を有する頭部を生成する。PLCはセカンドメッセンジャーであるジアシルグリセロールとイノシトールトリスリン酸を放出し、シグナル伝達において重要な役割を果たしている。
- ホスホリパーゼD (Phospholipase D) - リン酸エステル結合を切断し、ホスファチジン酸 (phosphatidic acid) とアルコールを生成する。

C型とD型はホスホジエステラーゼである。
ホスホリパーゼA2は、完全なレシチン分子に対して作用し、2位の脂肪酸エステル結合を加水分解する。生成物は脂肪酸とリゾレシチン (lysolecithin) である。ヘビ毒、ハチ毒（Bee venom）の主成分で哺乳類では膵液中に存在し消化酵素の役割を果たす。